# اودلزلی لاکه
اودلزلی لاکه (به چکی: Odlezly Lake) یک منطقهٔ مسکونی در جمهوری چک است که در جمهوری چک واقع شده‌است.